# Piedade
Piedade este un oraș în São Paulo (SP), Brazilia.